# SpaceX CRS-28
SpaceX CRS-28 eller SpX-28 var en flygning till Internationella rymdstationen med SpaceX:s rymdfarkost Dragon 2. Farkosten sköts upp av en Falcon 9-raket, från Kennedy Space Center LC-39, den 5 juni 2023.
Farkosten dockade med rymdstationen den 6 juni 2023.
Farkosten lämnade rymdstationen den 29 juni 2023, några timmar senare återinträdde den i jordens atmosfär och landade i Mexikanska golfen.